# Pierre-Antoine Guéroult
Pour les articles homonymes, voir Guéroult.
Pierre-Remy-Antoine-Guillaume Guéroult, dit « Guéroult jeune », né à Rouen le 16 janvier 1749 et mort à Paris le 14 décembre 1816, est un érudit français.

## Biographie
Guéroult fit ses études au collège d'Harcourt et obtint l'agrégation de belles lettres en 1771. Il professa successivement au collège Louis-le-Grand de 1769 à 1774 et ensuite dans celui des Grassins, où il occupa successivement toutes les chaires. Ayant, ainsi que son frère aîné, approuvé les principes de la Révolution de 1789, il fit, avec son frère, Guéroult aîné, hommage d’un plan d’éducation et d’enseignement national le 22 octobre 1790 à l’Assemblée constituante. Appelé, en 1794, au bureau de la police, il fut mesure, grâce à ces fonctions importantes au sein du ministère, de pouvoir adoucir le sort de bien des infortunés. Plus tard, Guéroult jeune, qui était aussi versé dans la littérature anglaise que dans celle de son pays,  donna, au Journal de Paris des articles qui furent remarqués.
Sous l’Empire, lors de la réorganisation de l’instruction publique, Guéroult jeune rentra dans le professorat en occupant la chaire d’éloquence latine au lycée Napoléon en 1805, où il arracha souvent des larmes à ses élèves en leur retraçant le tableau des épreuves de la Révolution, puis celles de l’éloquence latine au Collège de France et à la Faculté des Lettres de Paris de 1810 à 1816. De 1811 à 1814, il participe à 8 soutenances de thèses de doctorat ès lettres en qualité de membre de jury. 
On a de Guéroult Origine de la république une et indivisible, pièce dramatique dont il fit hommage à la Constituante ; Paris, 1790 ; Dictionnaire de la France monarchique, ou la France telle qu’elle était en janvier 1789 ; Paris, 1802, in-8° ; t. VIII de la traduction des œuvres de Cicéron (avec son frère Guéroult aîné). Cette traduction, dirigée par Clément de Dijon et Desmeuniers, fut publiée à Paris, 1783-1789, 8 vol. in-12, ou 3 vol. 4°. Le tome dû aux frères Guéroult contient la Harangue sur les réponses des aruspices, celle pour Sextus, les Plaidoyers pour Plancius et pour Celius, et l’Invective contre Vatinius ; Constitution des Spartiates, des Athéniens et des Romains ; 1794, in-8°. Il a laissé en manuscrit la traduction de plusieurs Discours de Cicéron et un opéra, Étéocle et Polynice, non représenté.
Il reçut, l’année de sa mort, la décoration de la Légion d'honneur du roi Louis XVIII.